# Puy de Dôme (vulcano)

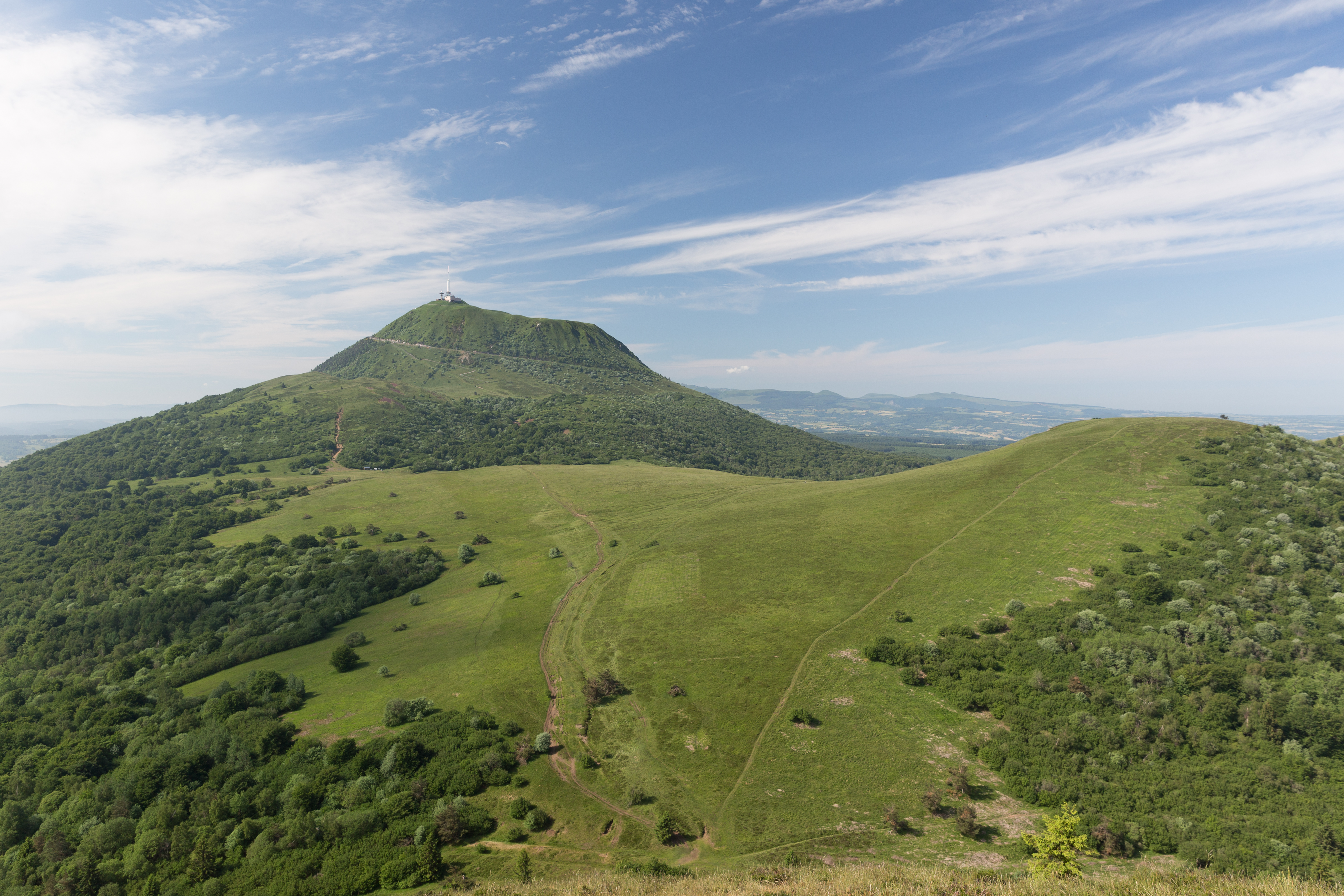
Il Puy de Dome in tarda primavera

Il Puy de Dôme è un vulcano della Francia, alto 1.464 metri, situato nella catena montuosa del Massiccio Centrale nell'omonimo dipartimento. È il cono vulcanico più giovane della Chaîne des Puys. L'eruzione più recente risale al VI millennio a.C..

## Storia

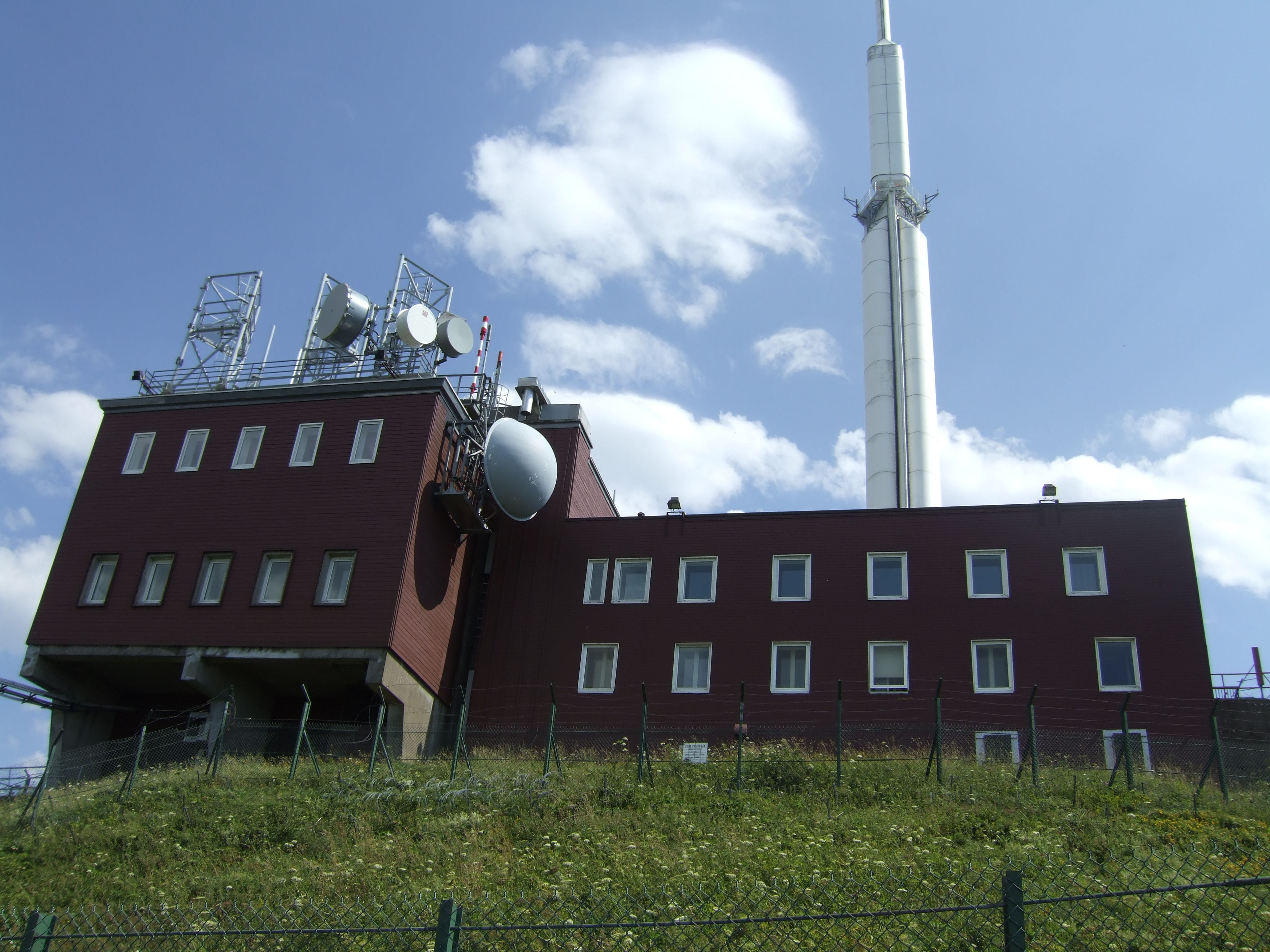
Stazione meteo e torre per le comunicazioni.

Nell'Europa pre-cristiana il Puy de Dôme era sede di cerimonie religiose. Vi si costruirono vari templi ai suoi piedi, tra i quali uno dedicato a Mercurio, le cui rovine sono state riportate alla luce nel 1873.
Nel 1648 Florin Périer, su incarico di Blaise Pascal, vi sperimentò la teoria di Evangelista Torricelli secondo cui le misure barometriche vengono influenzate dal peso dell'aria; si trattò di effettuare delle misurazioni a tre quote differenti.
Nel 1876 sul Puy de Dôme venne costruita una stazione meteorologica. Dal 1956 nello stesso luogo si trova anche un'antenna radiotelevisiva.

## Sport

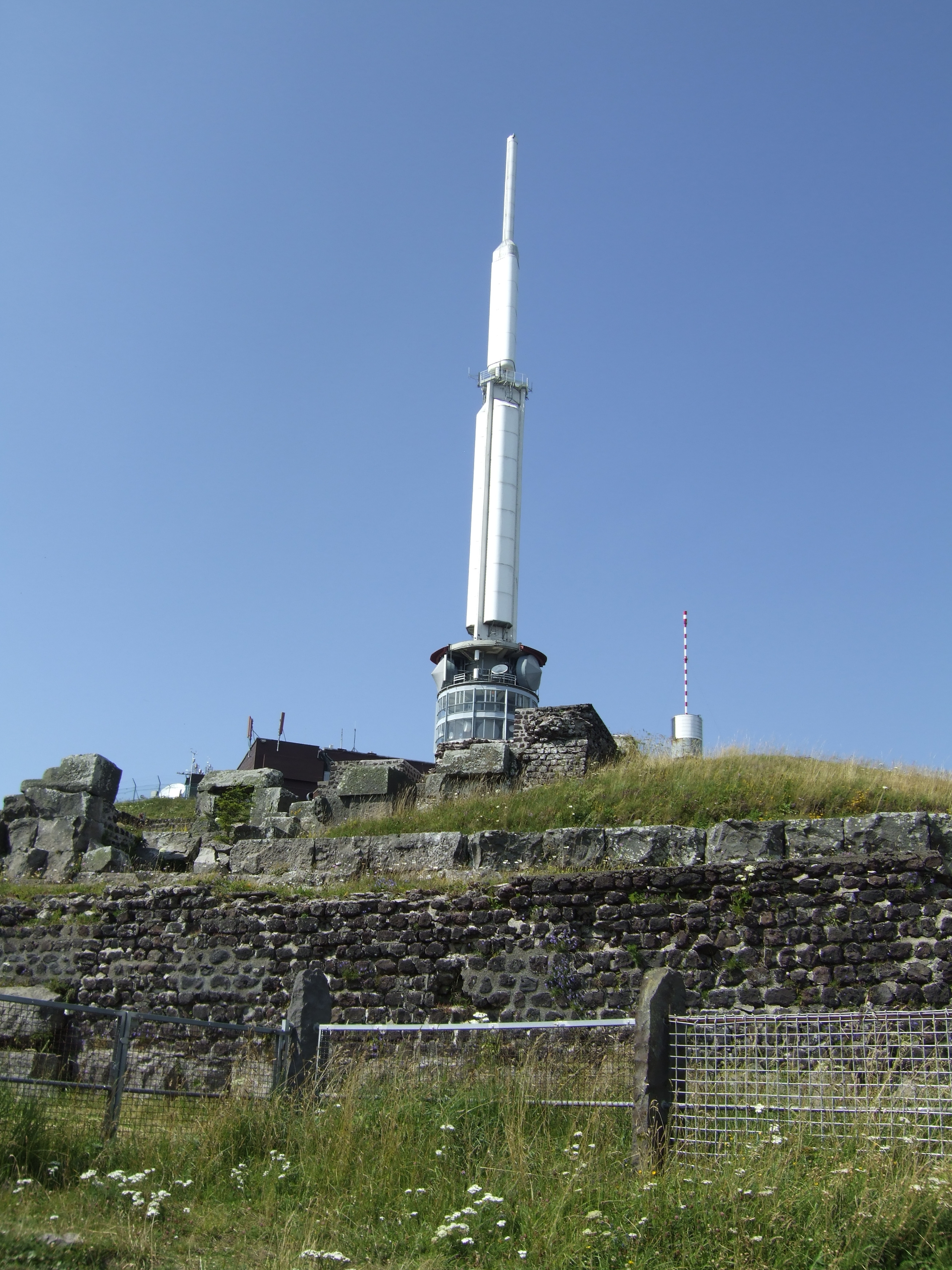
Torre per le comunicazioni e rovine del tempio di Mercurio.

### Tour de France
A partire dalla seconda metà del XX secolo la montagna è stata teatro di diversi arrivi o transiti di tappe della corsa ciclistica del Tour de France. Nel 1952 vi si ha la prima vittoria italiana con Fausto Coppi. Nel 1964 vi fu un memorabile duello tra Jacques Anquetil e Raymond Poulidor con vittoria finale del primo; nel 1967 è Felice Gimondi a passare per primo sulla vetta; nel 1975 Eddy Merckx vi rimase vittima di un'aggressione da parte di uno spettatore e nel 1988 vi fu l'ultimo transito con vittoria di Johnny Weltz. Da allora il Tour de France non è più transitato da qui per la difficoltà di far convivere il difficile tracciato col grande afflusso di pubblico. In realtà la realizzazione della nuova ferrovia ha ristretto notevolmente la sede stradale che non è più percorribile, se non dai mezzi di servizio. Grandi cartelli, molto evidenti, segnalano il divieto di transito in auto, in bici e anche a piedi (in questo caso si deve utilizzare il sentiero). Il Tour de France è tornato sul vulcano nel 2023, con la tappa da che da Saint-Léonard-de-Noblat ha portato i corridori in cima al Puy de Dôme.
| Anno | Tappa | Partenza                | km    | Vincitore di tappa | Maglia gialla    |
| ---- | ----- | ----------------------- | ----- | ------------------ | ---------------- |
| 1952 | 21ª   | Limoges                 | 245   | Fausto Coppi       | Fausto Coppi     |
| 1964 | 20ª   | Brive                   | 237,5 | Julio Jiménez      | Jacques Anquetil |
| 1967 | 20ª   | Limoges                 | 222   | Felice Gimondi     | Roger Pingeon    |
| 1975 | 14ª   | Aurillac                | 173,5 | Lucien Van Impe    | Eddy Merckx      |
| 1988 | 19ª   | Limoges                 | 188   | Johnny Weltz       | Pedro Delgado    |
| 2023 | 9ª    | Saint-Léonard-de-Noblat | 182,5 | Michael Woods      | Jonas Vingegaard |

### Sport motoristici
Nel 1958 sul Puy de Dôme fu ricavato un autodromo dalle strade poste sulle sue pendici, il Circuito di Clermont-Ferrand, che sul finire degli anni sessanta ha ospitato anche, per qualche tempo, la Formula 1. Utilizzato nella versione originaria fino al 1988, la lunghezza dell'autodromo venne poi ridotta mediante la realizzazione di una bretella che escluse gran parte della vecchia pista. Attualmente l'autodromo ospita una scuola di pilotaggio e gare minori.

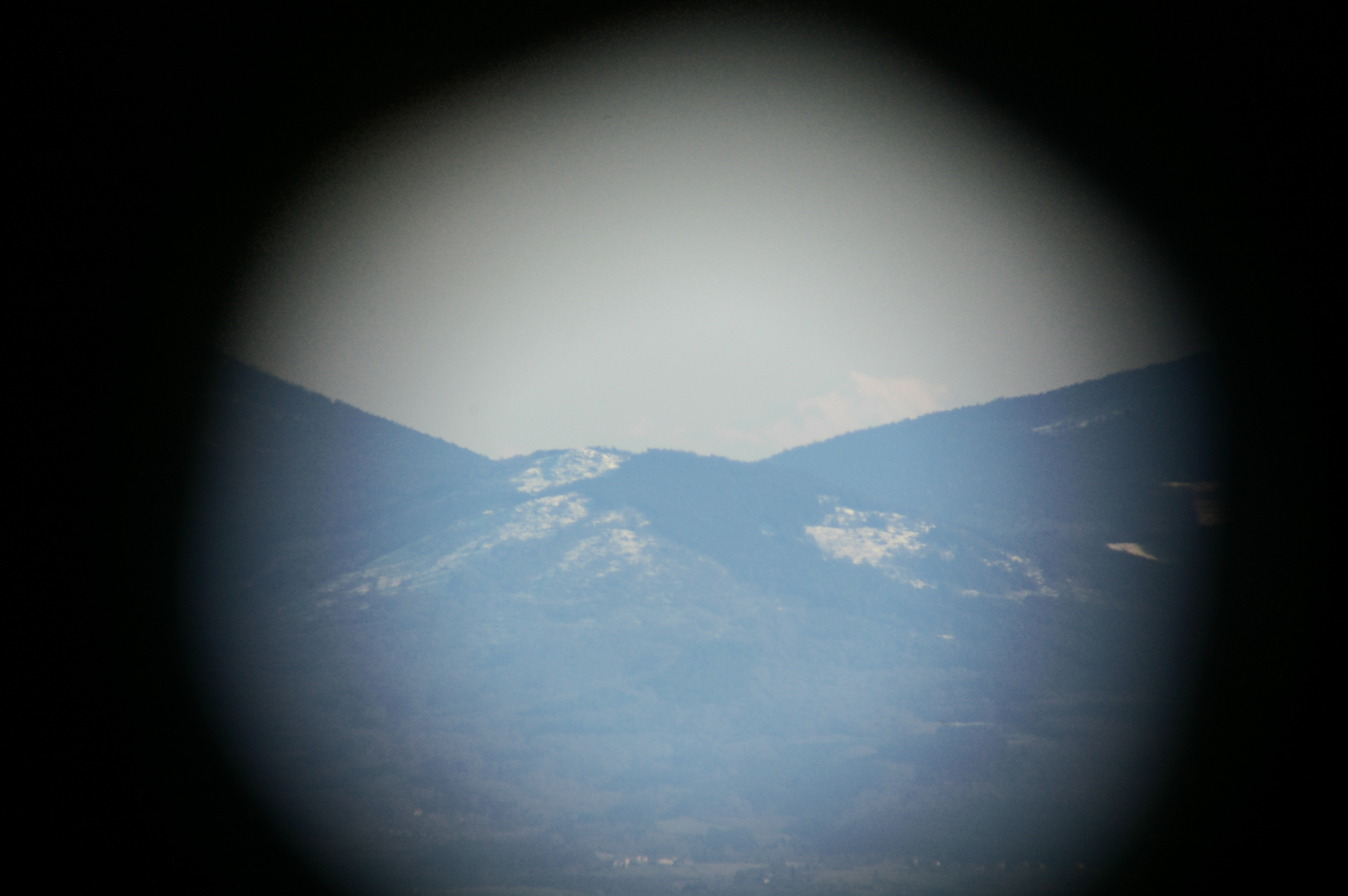
Dal Puy de Dôme in una giornata tersa sia pur col cannocchiale è possibile vedere il lontanissimo Monte Bianco (si consiglia di ingrandire l'immagine).